# Cthulhu (film)
Pour les articles homonymes, voir Cthulhu (homonymie).
Pour plus de détails, voir Fiche technique et Distribution.
Cthulhu est un film américain de Dan Gildark sorti en 2007.

## Synopsis
Un professeur d'histoire de Seattle retrouve sa famille sur la côte de l'Oregon. Il doit s'occuper de la succession de sa mère et décide d'en profiter pour retrouver un ami d'enfance. Dans le même temps, il découvre que son père organise un culte apocalyptique.

## Fiche technique
- Titre : Cthulhu
- Réalisation : Dan Gildark
- Scénario : Dan Gildark, Grant Cogswell, Douglas Light et Jason Cottle d'après l'œuvre de H. P. Lovecraft
- Musique : Willy Greer
- Photographie : Sean Kirby
- Montage : Tony Fulgham
- Production : Jeffrey Brown, Alexis Ferris, Dan Gildark et Anne Rosellini
- Société de production : Arkham Northwest Productions et Cascadia Film Collective
- Société de distribution : Regent Releasing (en) (États-Unis)
- Pays de production :  États-Unis
- Genre : Drame, horreur, thriller et fantastique
- Durée : 100 minutes
- Dates de sortie : 
  - États-Unis : 14 juin 2007 (festival international du film de Seattle), 22 août 2008

## Distribution
- Cara Buono : Dannie
- Jason Cottle : Russ
- Richard Garfield : Zadok
- Ian Geoghegan : Ralph
- Scott Patrick Green : Mike
- Dennis Kleinsmith : Révérent Marsh
- Amy Main : Julie
- Robert Padilla : l'aïeul
- Tori Spelling : Susan
- Nancy Stark : tante Josie
- Hunter Stroud : Russ (adolescent)
- Rob Hamm : Jake